# Ala Littoria

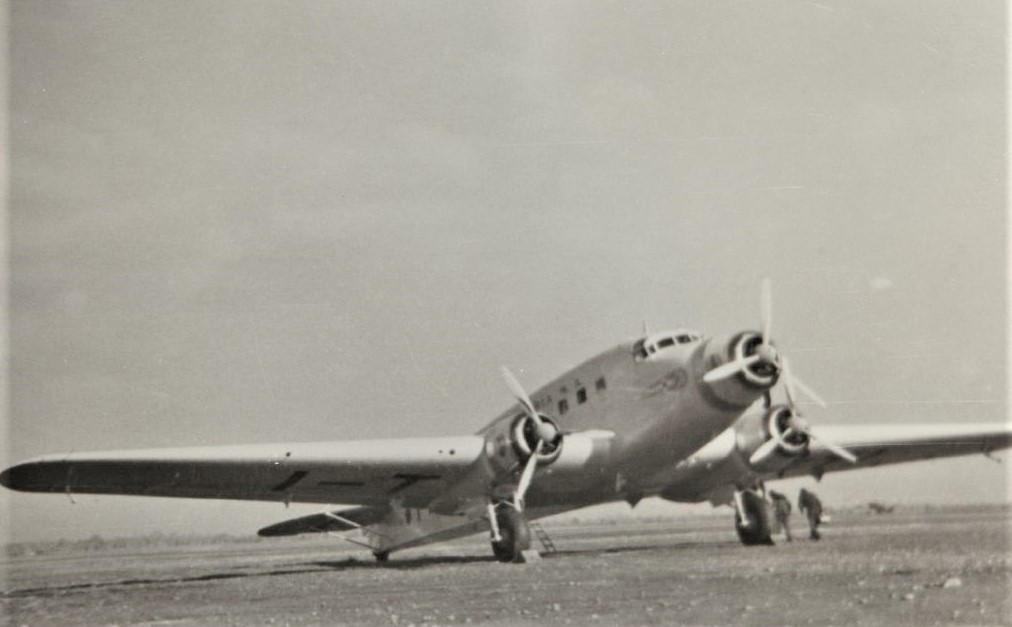
Savoia-Marchetti S.M.75 da Ala Lottoria.

Ala Littoria S.A. foi a companhia aérea nacional italiana entre as décadas de 1930 e 1940.
A empresa surgiu em agosto de 1934, pela união das companhias Società Aerea Mediterranea (SAM), Transadriatica, Società Anonima di Navigazione Aerea (SANA), Società Italiana Servizi Aerei (SISA), Aero Espresso Italiano (AEI).
Em 1935, a Ala Littora obteve as rotas da Adria Aero Lloyd (Albânia) e da Nord Africa Aviazione.
Muitos de seus destinos eram as colônias italianas do norte da África. Sua gama de destinos cresceu para outras cidades da Europa, como Paris, Bruxelas, Londres, Budapeste, entre outros.